# Leucanopsis acuta
Leucanopsis acuta är en fjärilsart som beskrevs av George Francis Hampson 1901. Leucanopsis acuta ingår i släktet Leucanopsis och familjen björnspinnare. Inga underarter finns listade i Catalogue of Life.